# Kochi
Kōchi (高知市, Kōchi-shi) é uma cidade principal do Japão, capital da prefeitura de Kōchi, localizada na ilha de Shikoku. Concentrando mais de 40% da população de sua prefeitura ("província"), Kōchi é o principal centro comercial e industrial da região. Em 1º de abril de 2023 a cidada tinha uma população estimada em 318 520 em 154 048 núcleos familiares. A densidade populacional foi de 1 000 habitantes por km2. A área total da cidade é de 309,22 km2.
Recebeu o estatuto de cidade em 1 de abril de 1889.
O prato típico da cidade é o tataki (カツオたたき), um pedaço de atum-bonito levemente grelhado.

## Geografia
A área de Kochi tem três distintas regiões geográficas. A maior parte da cidade está à beira da Baía de Urado, em uma estreita planície aluvial cortada por vários rios, sendo os mais famosos os de Kagamigawa e Kokubugawa. A planície é cercada por montanhas ao norte e e uma série de colinas ao sul e ao oeste.
As montanhas ao norte formam a parte menos densamente populosa da cidade, somente sendo habitada ao longo dos estreitos vales dos rios. O ponto mais alto de Kochi é Kuishiyama, com 1176 metros de altura.
Ao sul do centro da cidade, a Baía de Urado corta as colinas e deságua no Oceano Pacífico. O terreno em torno da baía e uma pequena faixa do litoral formam a terceira região da cidade. Essa área, apesar de mais montanhosa e menos densa que a planície, é um dos principais locais de habitação e indústrias ligadas ao porto.

## História

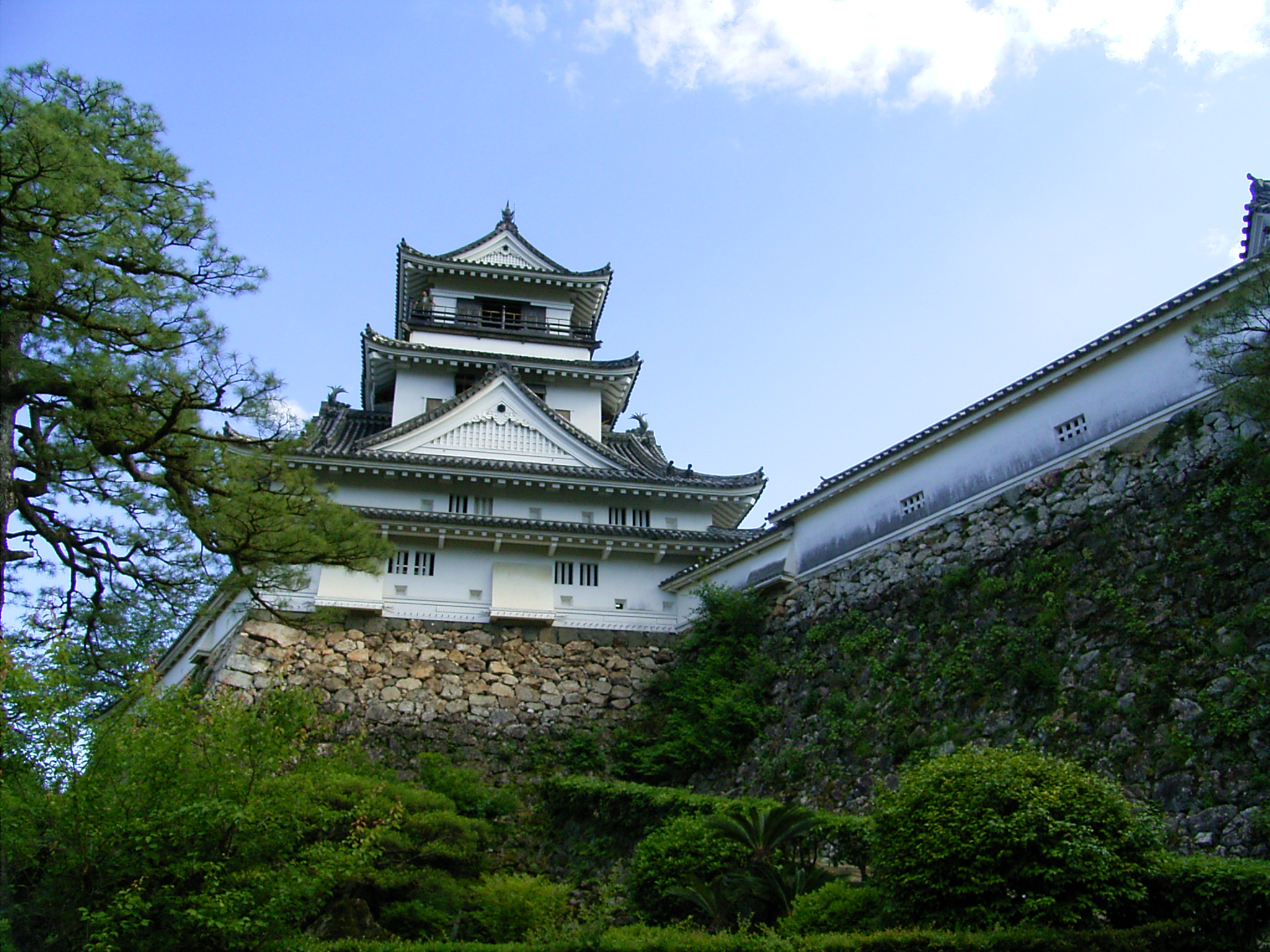
O Castelo de Kochi

A planície onde hoje se encontra o centro da cidade foi originalmente estabelecida como uma vila em torno do do castelo (Castelo de Kochi) dos senhores feudais da antiga Província de Tosa. A localização do castelo foi escolhida pelo senhor feudal Yamauchi Kazutoyo, em 1601. A cidade acabou recebendo o mesmo nome que o do castelo. Como centro administrativo do feudo, e da província que a sucedeu, a cidade cresceu rapidamente e se tornou o maior assentamento da região.
Durante a época da Restauração Meiji, Kochi tornou-se famosa como um centro da ideologia pró-imperial, e, mais tarde, pelos movimentos pela democracia e direitos humanos.
O serviço de bonde elétrico começou na cidade em 2 de maio de 1904, e a cidade foi conectada ao rede ferroviária nacional em 12 de novembro de 1951.
Em 1º de abril de 1998, a cidade foi designada como a primeira cidade núcleo (中核市) de Shikoku.
Em 1 de janeiro de 2005, as vilas de Kagami e Tosayama, ambas do Distrito de Tosa, fundiram-se com a cidade, e, em 1º de janeiro de 2008, a vila de Haruno, do Distrito de Agawa, também se fundiu com a cidade de Kochi.

## Governo
As funções administrativas da cidade de Kochi são geridas por um prefeito eleito e 42 membros da Assembléia local. O atual prefeito, desde 2003, é Seiya Okazaki.

## Educação
Em Kochi, há três universidades (Kochi University, Kochi University of Technology e Kochi Women's University) e quatro faculdades de cursos técnicos. A cidade administra diretamente o Colégio Comercial (商業高等学校) de Kochi, além de outros 15 colégios localizados nos limites da cidade.

## Eventos
O festival mais famoso de Kochi é o Yosakoi, que ocorre em agosto. Times de dançarinos apresentam-se ao som de músicas tradicionais e modernas em vários lugares ao redor de Kochi. O número total de participantes chega aos milhares.

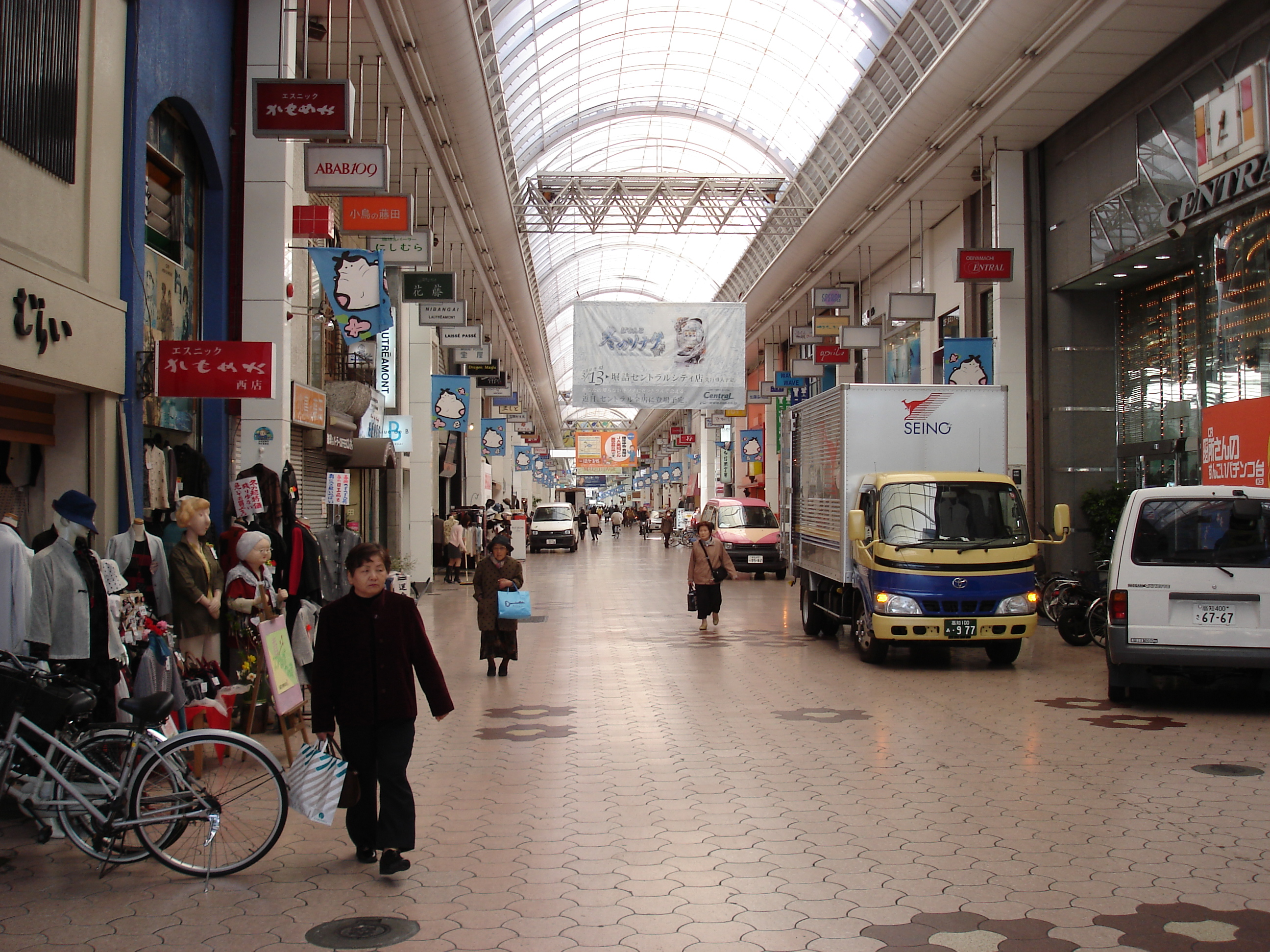
Obiyamachi, no centro de Kochi

## Turismo
O Castelo de Kochi ainda conserva sua arquitetura de antes da Restauração Meiji e é uma das principais atrações turísticas. Outros lugares famosos no centro da cidade são: a rua comercial de Obiyamachi (帯屋町), a feira de rua que acontece todo domingo e que chega a quase um kilômetro de comprimento, e a Harimayabashi (はりまや橋), uma ponte que é citada em uma famosa canção de Kochi sobre o amor proibido de um monge budista.
A montanha de Godaisan (五台山) possui um parque público com uma bela vista para a cidade, além de abrigar a parada nº 31 da Peregrinação aos 88 Templos de Shikoku, o templo Chikurin-ji (竹林寺), bem como o Jardim Botânico de Makino.

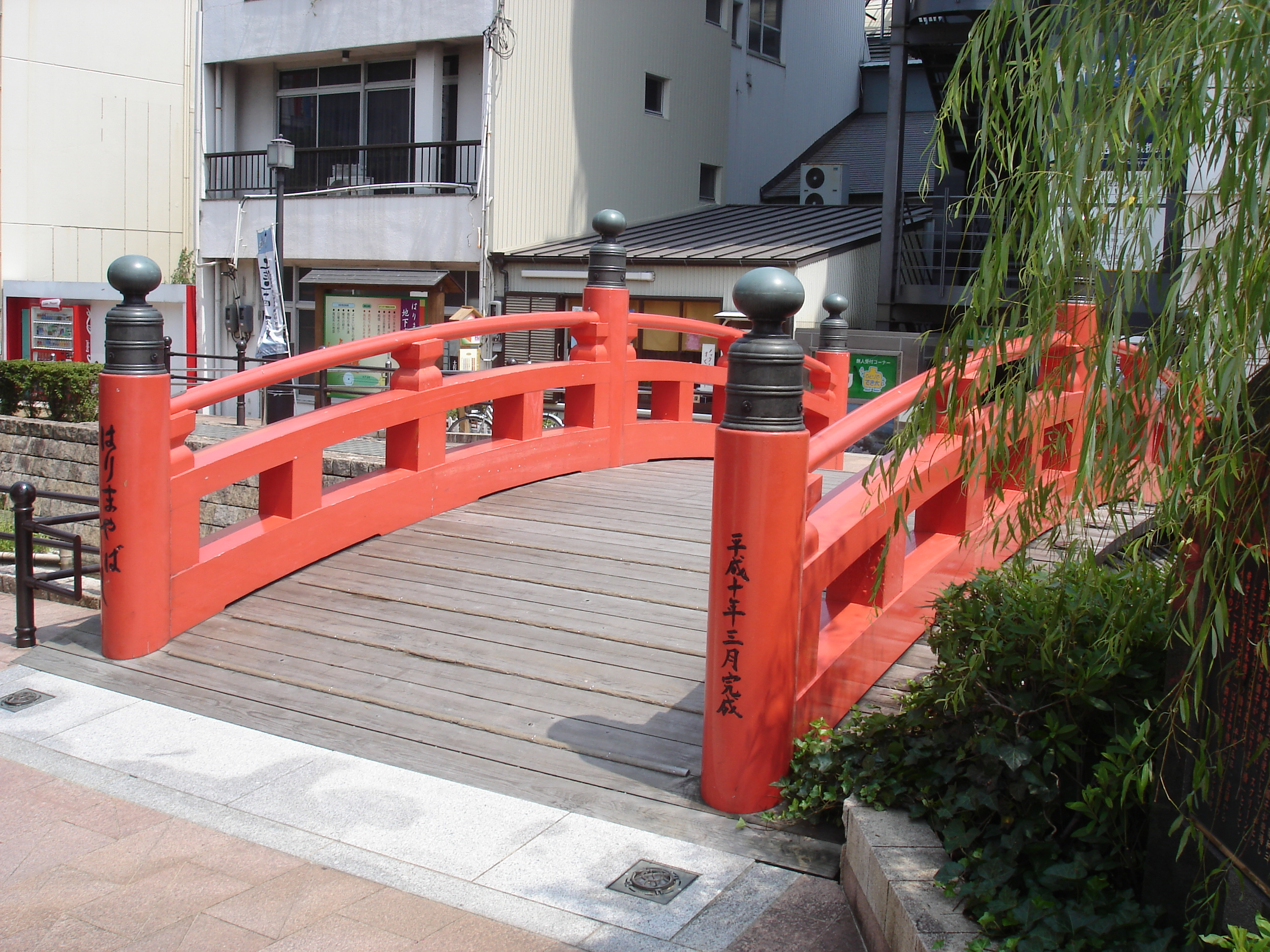
Harimaya-bashi

Em relação aos museus, destaca-se o Kochi Art Museum, cuja coleção principal é composta de trabalhos expressionistas relacionados a Kochi.
Na boca da Baía de Urado, os resquícios do Castelo de Urado (um assentamento antigo na província) podem ser vistos em Katsurahama (桂浜), uma famosa praia que abriga um aquário e a estátua do héroi de Kochi, Sakamoto Ryoma. Em suas proximidades localiza-se o Museu Memorial de Sakamoto Ryoma.

## Transporte
O meio de transporte mais usado em Kochi é o serviço de bonde elétrico de empresa 土佐電気鉄道. Nas suas três linhas, que servem os eixos norte-sul e leste-oeste da cidade, circulam, entre outros mais modernos, veículos históricos — muitos provenientes de outras cidades, ostentando a pintura original, alguns com publicidade (incluindo carros oriundos de Lisboa, nomeadamente o ex-CCFL 533, com libré Coca-Cola, e o ex-CCFL  910, recarroçado mas mantendo a libré Pingo Doce).
A cidade possui ainda uma extensa rede de ônibus.
Kochi localiza-se na linha Dosan da JR de Shikoku, que conecta a cidade à região norte de Shikoku, além de, através de baldeações com a linha Tosa Kuroshio, conectar às regiões leste e oeste da província de Kochi. A estação central da JR em Kochi é a Estação de Kochi.
Kochi também é servida por suas rodovias, que conectam a cidade ao sistema rodoviário nacional.
O Aeroporto Ryoma de Kochi, localizado em Nankoku, serve a cidade de Kochi.

## Nativos famosos
- Nakahama Manjiro (1827 – 1898) foi um dos primeiros japoneses a visitar os Estados Unidos e um importante tradutor durante a Abertura do Japão.
- Okada Izo (1832 – 1865) foi um samurai do fim do Período Edo, conhecido por ser um dos quatro assassinos mais respeitados do período Bakumatsu.
- Sakamoto Ryoma (1836 – 1867) foi um líder do movimento para derrubar o Xogunato Tokugawa durante o período Bakumatsu.
- Itagaki Taisuke (1837 – 1919) foi um político e um líder do Movimento pelos Direitos das Pessoas e da Liberdade, que se tornou no primeiro partido político do Japão.
- Tsutomu Seki (nasceu em 1930) é um astrônomo que descobriu vários cometas e asteróides.
- Nobuo Uematsu (nasceu em 1959) é um compositor de músicas para video game, conhecido por criar a maioria das trilhas sonoras dos títulos da série Final Fantasy.
- Ryoko Hirosue (nasceu em 1980) é uma atriz, mais conhecida no Ocidente por seus papéis no filme Wasabi, de Luc Besson, e em Departures, filme japonês ganhador do prêmio da Academia.
- Aaron Zagory (nasceu em 1985) é um ex-jogador de futebol americano colegial dos Estados Unidos, e que jogou pela Universidade de Stanford em 2006 e 2008.

## Cidades-irmãs
- Castanhal, Brasil
- Fresno, Estados Unidos
- Wuhu, China
- Kitami, Japão
- Surabaia, Indonésia[4]
- Kuching, Malásia
- Cotia, Brasil